# Stroomrug

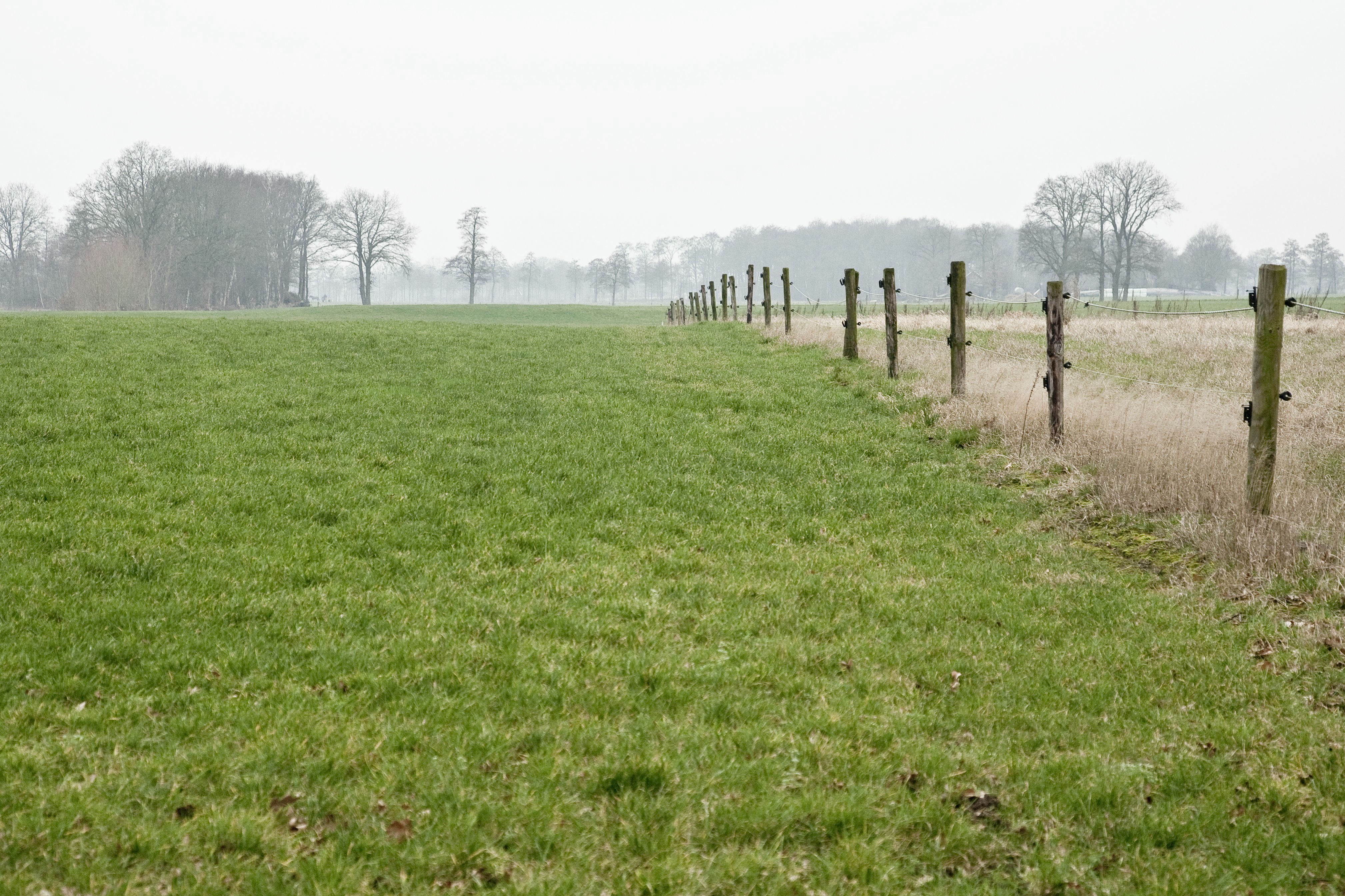
Stroomruggen langs de Linderbeek bij Den Ham in Salland

Een stroomrug is een in het landschap zichtbare voormalige rivierloop met oeverwallen, gekenmerkt door de verhoogde ligging. Het sedimentatiegebied bestaande uit stroomruggen en de opgevulde rivierbedding, inclusief een mogelijk aanwezige restgeul, wordt ook wel stroomgordel genoemd.
Oeverwallen vormden zich langs een rivier, doordat het gebied rond de rivier regelmatig overstroomde. Hierbij nam de oppervlakte van de watermassa toe en dientengevolge de stroomsnelheid af. Het gevolg was dat de rivier haar meegevoerde sedimenten afzette. In de buurt van de rivier zelf stroomde het water sneller, hier werden alleen de grotere deeltjes afgezet en ontstond een oeverwal. De kleine deeltjes, zoals rivierklei, werden tot verder bij de rivier vandaan meegevoerd en meer landinwaarts in de komgronden afgezet.
De grote afzettingsdeeltjes in en direct om de rivierbedding hoopten zich in de loop der tijd steeds verder op. De rivier met de oeverwal kwam hierdoor langzamerhand hoger dan zijn omgeving te liggen. Op een gegeven moment kwam het geheel zo hoog te liggen dat de rivier door zijn oeverwal heen brak en een nieuwe loop koos. De klei die wat verder van de oude rivier af bezonken was, klonk meer in dan het zand en de grovere deeltjes van de oeverwal; hierdoor kwam de oude rivierloop extra hoog ten opzichte van het omringende kleigebied te liggen.
In het verleden zijn onder meer een aantal nederzettingen en castella gebouwd op de hoger gelegen stroomruggen. In Nederland kent men daarvan voorbeelden in Utrecht, Kapel-Avezaath, Kerkwijk en Kesteren. De oude nederzettingen op de hoger gelegen stroomrug vertonen soms een lintbebouwing.